# Patrick Walsh (Bischof)

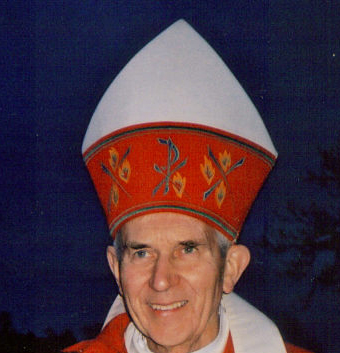
Patrick Walsh (2001)

Patrick Joseph Walsh (* 9. April 1931 in Cobh, County Cork; † 28. Dezember 2023 in Belfast, County Antrim) war ein irischer Geistlicher und römisch-katholischer Bischof von Down und Connor.

## Leben
Walsh besuchte das St Marys CBGS Belfast und danach das St. Malachy’s College in Belfast. Er studierte römisch-katholische Theologie und Philosophie an der Queen’s University Belfast in Belfast und danach an der Päpstlichen Lateranuniversität in Rom. Am 25. Februar 1956 empfing Walsh die Priesterweihe. Nach seiner Priesterweihe studierte Walsh am St Edmund’s College in Cambridge und erreichte einen Master in Mathematik am Christ’s College in Cambridge. 1962 erwarb er einen weiteren Masterabschluss an der Queen’s University Belfast. Von 1958 bis 1964 unterrichtete Walsh als Mathematiklehrer am St MacNissi’s College. Von 1964 bis 1970 war er als Kaplan an der Queen’s University in Belfast tätig. 1970 wurde Walsh zum Präsidenten des St. Malachy’s College ernannt.
Papst Johannes Paul II. ernannte ihn am 6. April 1983 zum Titularbischof von Ros Cré und zum Weihbischof im Bistum Down und Connor. Die Bischofsweihe spendete ihm der Bischof von Down und Connor und spätere Kardinal Cahal Daly am 15. Mai desselben Jahres in der Kathedrale St. Peter in Belfast; Mitkonsekratoren waren der Apostolische Nuntius in Irland, Erzbischof Gaetano Alibrandi, und der Altbischof von Down und Connor, William J. Philbin.
Am 18. März 1991 wurde Walsh zum Bischof von Down und Connor ernannt. Sein altersbedingtes Ruhestandsgesuch nahm Papst Benedikt XVI. am 22. Februar 2008 an.
Walsh lebte anschließend in Belfast. Er starb dort am 28. Dezember 2023 im Alter von 92 Jahren in einem Pflegeheim.